# Cogollos (Burgos)
Cogollos ist ein Ort und eine Gemeinde (municipio) mit 677 Einwohnern (Stand: 2024) in der Provinz Burgos und der Region Kastilien-León im Norden Spaniens. Die Gemeinde gehört zur Comarca Alfoz de Burgos.

## Lage und Klima
Cogollos liegt in einer Höhe von ca. 890 m etwa 17 km (Fahrtstrecke) südlich von Burgos. Das Klima im Winter ist rau, im Sommer dagegen trocken und warm; Regen (ca. 627 mm/Jahr) fällt überwiegend im Winterhalbjahr.
In der Gemeinde befindet sich ein großer Windpark.
Durch die Gemeinde führt die Autovía A-1.

## Bevölkerungsentwicklung
| Jahr      | 1991 | 2001 | 2011 | 2021 |
| Einwohner | 208  | 251  | 498  | 592  |

## Sehenswürdigkeiten
- Petruskirche  (Iglesia de San Pedro)
- Romanuskirche (Iglesia de San Román), leerstehend